# 사만다 쉘톤
서맨사 셸턴(Samantha Shelton, 1978년 11월 15일 ~ )은 미국의 배우이다.
로스앤젤레스에서 태어났다.

## 출연 작품

### 영화
- Hairshirt (1998)
- 화이트 올랜더 (2002)
- 소로리티 보이즈 (2002)
- 엘리 파커 (2005)
- 쇼핑걸 (2005) - 로키 역
- 블러드 헌터 (2007)
- Girl Walks into a Bar (2011)

### 텔레비전
- 저징 에이미 (2000-01)
- 길모어 걸스 (2001)
- Conviction (2006)